# Leung Chun Yiu
Leung Chun Yiu (chinesisch 梁雋堯, * 11. Juni 1987) ist ein Badmintonspieler aus Hongkong. 

## Karriere
Leung Chun Yiu nahm 2010 im Herrendoppel an den Asienspielen teil. Er verlor dort jedoch gleich sein Auftaktmatch und wurde somit 17. in der Endabrechnung. Auch bei der Hong Kong Super Series 2010 und den Macau Open 2011 war in Runde eins der Hauptrunde Endstation. Bei der Hong Kong Super Series 2011 wurde er Neunter im Doppel.